# Формальная грамматика
Формальная грамматика или просто грамматика в теории формальных языков — способ описания формального языка, то есть выделения некоторого подмножества из множества всех слов некоторого конечного алфавита. Различают порождающие и распознающие (или аналитические) грамматики — первые задают правила, с помощью которых можно построить любое слово языка, а вторые позволяют по данному слову определить, входит ли оно в язык или нет.

## Термины
- Терминал (терминальный символ) — объект, непосредственно присутствующий в словах языка, соответствующего грамматике, и имеющий конкретное, неизменяемое значение (обобщение понятия «буквы»). В формальных языках, используемых на компьютере, в качестве терминалов обычно берут все или часть стандартных символов ASCII — латинские буквы, цифры и спецсимволы.
- Нетерминал (нетерминальный символ) — объект, обозначающий какую-либо сущность языка (например: формула, арифметическое выражение, команда) и не имеющий конкретного символьного значения.

## Порождающие грамматики
Словами языка, заданного грамматикой, являются все последовательности терминалов, выводимые (порождаемые) из начального нетерминала по правилам вывода.
Чтобы задать грамматику, требуется задать алфавиты терминалов и
нетерминалов, набор правил вывода, а также выделить в множестве нетерминалов
начальный.
Итак, грамматика определяется следующими характеристиками:
- {\displaystyle \Sigma } — набор (алфавит) терминальных символов
- N — набор (алфавит) нетерминальных символов
- P — набор правил вида: «левая часть» {\displaystyle \rightarrow } «правая часть», где:
  - «левая часть» — непустая последовательность терминалов и нетерминалов, содержащая хотя бы один нетерминал
  - «правая часть» — любая последовательность терминалов и нетерминалов
- S — стартовый (или начальный) символ грамматики из набора нетерминалов.

### Вывод
Выводом называется последовательность строк, состоящих из терминалов и нетерминалов, где первой идет строка, состоящая из одного стартового нетерминала, а каждая последующая строка получена из предыдущей путём замены некоторой подстроки по одному (любому) из правил. Конечной строкой является строка, полностью состоящая из терминалов, и следовательно являющаяся словом языка.
Существование вывода для некоторого слова является критерием его принадлежности к языку, определяемому данной грамматикой.

### Типы грамматик
По иерархии Хомского, грамматики делятся на 4 типа, каждый последующий является более ограниченным подмножеством предыдущего (но и легче поддающимся анализу):
- тип 0. неограниченные грамматики — возможны любые правила
- тип 1. контекстно-зависимые грамматики — левая часть может содержать один нетерминал, окруженный «контекстом» (последовательности символов, в том же виде присутствующие в правой части); сам нетерминал заменяется непустой последовательностью символов в правой части.
- тип 2. контекстно-свободные грамматики — левая часть состоит из одного нетерминала.
- тип 3. регулярные грамматики — более простые, эквивалентны конечным автоматам.

Кроме того, выделяют:
- Неукорачивающиеся грамматики. Каждое правило такой грамматики имеет вид {\displaystyle \alpha \rightarrow \beta }, где {\displaystyle |\alpha |\leqslant |\beta |}. Длина правой части правила не меньше длины левой[1].
- Линейные грамматики. Каждое правило такой грамматики имеет вид {\displaystyle A\rightarrow uBv}, или {\displaystyle A\rightarrow u}, то есть в правой части правила может содержаться не более одного вхождения нетерминала[2].

### Применение
- Контекстно-свободные грамматики широко применяются для определения грамматической структуры в грамматическом анализе.
- Регулярные грамматики (в виде регулярных выражений) широко применяются как шаблоны для текстового поиска, разбивки и подстановки, в том числе в лексическом анализе.

### Пример — арифметические выражения
Рассмотрим простой язык, определяющий ограниченное подмножество арифметических формул, состоящих из натуральных чисел, скобок и знаков арифметических действий. Стоит заметить, что здесь в каждом правиле с левой стороны от стрелки {\displaystyle \rightarrow } стоит только один нетерминальный символ. Такие грамматики называются контекстно-свободными.
Терминальный алфавит:
```

  

    

      

        
Σ

      

    

    
{\displaystyle \Sigma }

  

 = {'0','1','2','3','4','5','6','7','8','9','+','-','*','/','(',')'}
```

Нетерминальный алфавит:
```
  { ФОРМУЛА, ЗНАК, ЧИСЛО, ЦИФРА }
```

Правила:
```
1. 
ФОРМУЛА 

  

    

      

        
→

      

    

    
{\displaystyle \to }

  

 ФОРМУЛА ЗНАК ФОРМУЛА
                (формула есть две формулы, соединенные знаком)
2. 
ФОРМУЛА 

  

    

      

        
→

      

    

    
{\displaystyle \to }

  

 ЧИСЛО
                               (формула есть число)
3. 
ФОРМУЛА 

  

    

      

        
→

      

    

    
{\displaystyle \to }

  

 ( ФОРМУЛА )
                         (формула есть формула в скобках)
4. 
ЗНАК 

  

    

      

        
→

      

    

    
{\displaystyle \to }

  

 + | - | * | / 
                         (знак есть плюс или минус, или умножить, или разделить)
5. 
ЧИСЛО 

  

    

      

        
→

      

    

    
{\displaystyle \to }

  

 ЦИФРА
                                 (число есть цифра)
6. 
ЧИСЛО 

  

    

      

        
→

      

    

    
{\displaystyle \to }

  

 ЧИСЛО ЦИФРА
                           (число есть число и цифра)
7. 
ЦИФРА 

  

    

      

        
→

      

    

    
{\displaystyle \to }

  

 0 | 1 | 2 | 3 | 4 | 5 | 6 | 7 | 8 | 9
 (цифра есть 0 или 1, или ... 9 )
```

Начальный нетерминал:
```
ФОРМУЛА
```

Вывод:
Выведем формулу (12+5) с помощью перечисленных правил вывода. Для наглядности, стороны каждой замены показаны попарно, в каждой паре заменяемая часть подчеркнута.
ФОРМУЛА {\displaystyle {\stackrel {3}{\to }}} (ФОРМУЛА)
(ФОРМУЛА) {\displaystyle {\stackrel {1}{\to }}} (ФОРМУЛА ЗНАК ФОРМУЛА)
(ФОРМУЛА ЗНАК ФОРМУЛА) {\displaystyle {\stackrel {4}{\to }}} (ФОРМУЛА  +  ФОРМУЛА)
(ФОРМУЛА + ФОРМУЛА) {\displaystyle {\stackrel {2}{\to }}} (ФОРМУЛА + ЧИСЛО)
(ФОРМУЛА + ЧИСЛО) {\displaystyle {\stackrel {5}{\to }}} (ФОРМУЛА + ЦИФРА)
(ФОРМУЛА + ЦИФРА) {\displaystyle {\stackrel {7}{\to }}} (ФОРМУЛА + 5)
(ФОРМУЛА + 5) {\displaystyle {\stackrel {2}{\to }}} (ЧИСЛО + 5)
(ЧИСЛО + 5) {\displaystyle {\stackrel {6}{\to }}} (ЧИСЛО ЦИФРА + 5)
(ЧИСЛО ЦИФРА + 5) {\displaystyle {\stackrel {5}{\to }}} (ЦИФРА ЦИФРА + 5)
(ЦИФРА ЦИФРА + 5) {\displaystyle {\stackrel {7}{\to }}} (1 ЦИФРА + 5)
(1 ЦИФРА + 5) {\displaystyle {\stackrel {7}{\to }}} (1 2 + 5)

## Аналитические грамматики
Порождающие грамматики — не единственный вид грамматик, однако наиболее распространенный в приложениях к
программированию. В отличие от порождающих грамматик, аналитическая (распознающая) грамматика задает алгоритм, позволяющий определить, принадлежит ли данное слово языку. Например, любой регулярный язык может быть распознан при помощи грамматики, задаваемой конечным автоматом, а любая контекстно-свободная грамматика — с
помощью автомата со стековой памятью. Если
слово принадлежит языку, то такой автомат строит его вывод в явном виде, что
позволяет анализировать семантику этого слова.